# Туре, Тома
Тома Туре (фр. Thomas Touré; 27 декабря 1993, Грас, Франция) — ивуарийский футболист, полузащитник клуба «Анже». Выступал в национальной сборной Кот-д’Ивуара.

## Клубная карьера
Туре — воспитанник клубов «Кан» и «Бордо». В 2011 году Тома начал выступать за дублёров жирондистов. 4 мая 2014 года в матче против «Валансьена» он дебютировал в Лиге 1, заменив во втором тайме Диего Ролана. 28 сентября в поединке против «Ренна» Туре забил свой первый гол за «Бордо». В начале 2015 года заинтересованность в Тома проявляла дортмундская «Боруссия». В начале 2018 года Туре перешёл в «Анже». 27 января в матче против «Амьена» он дебютировал за новую команду.

## Международная карьера
В 2011 году Туре сыграл несколько матче за юношескую сборную Франции. В 2016 году он получил приглашение выступать за свою историческую родину от Федерации футбола Кот-д’Ивуара и принял его. 20 мая в товарищеском матче против сборной Венгрии Тома дебютировал за сборную Кот-д’Ивуара, заменив во втором тайме Макса Граделя.